# Rhamphomyia piligeronis
Rhamphomyia piligeronis är en tvåvingeart som beskrevs av Daniel William Coquillett 1895. Rhamphomyia piligeronis ingår i släktet Rhamphomyia och familjen dansflugor.
Artens utbredningsområde är Ontario. Inga underarter finns listade i Catalogue of Life.